# Завође
Завође је насељено мјесто у Лици. Припада граду Госпићу, у Личко-сењској жупанији, Република Хрватска.

## Географија
Налази се између Врепца и Павловца. Кроз Завође протиче ријека Јадова. Од Госпића је удаљен око 15 км.

## Историја
Завође се од распада Југославије до августа 1995. године налазило у Републици Српској Крајини.

## Становништво
Према попису из 1991. године, насеље Завође је имало 57 становника и сви су били српске националности. Према попису становништва из 2001. године, Завође је имало 8 становника. Према попису становништва из 2011. године, насеље Завође је имало 4 становника.
| Националност       | 1991. | 1981. | 1971. | 1961. |
| Срби               | 57    | 58    | 93    | 119   |
| Југословени        |       | 2     |       |       |
| Хрвати             |       |       |       | 1     |
| остали и непознато |       |       |       |       |
| Укупно             | 57    | 60    | 93    | 120   |

| Демографија | Демографија | Демографија |
| Година      | Становника  | Становника  |
| ----------- | ----------- | ----------- |
| 1961.       | 120         |             |
| 1971.       | 93          |             |
| 1981.       | 60          |             |
| 1991.       | 57          |             |
| 2001.       | 8           |             |
| 2011.       |             | 4           |